# ميلتون كينز الشمالية الشرقية (دائرة انتخابية في المملكة المتحدة)
ميلتون كينز الشمالية الشرقية (بالإنجليزية: North East Milton Keynes)‏ هي إحدى الدوائر الانتخابية في المملكة المتحدة الممثلة في مجلس العموم في برلمان المملكة المتحدة.
عضو البرلمان الذي يمثلها حالياً هو :Mr Mark Lancaster (Con).